# Swann (Mondkrater)
Swann ist ein Einschlagkrater auf der Mondrückseite.
Swann liegt im Norden der erdabgewandten Seite, zwischen den größeren Kratern Compton im Nordwesten und Millikan im Südosten. Der Krater ist im Gegensatz zu seinen jüngeren, schalenförmigen Nebenkratern, die sich in nordöstlicher Richtung befinden (siehe unten), stark erodiert und nur schwer zu erkennen.
Swann hat zwei Nebenkrater:
| Buchstabe | Position            | Durchmesser | Link |
| --------- | ------------------- | ----------- | ---- |
| A         | 52,95° N, 113,14° O | 14 km       |      |
| C         | 52,9° N, 114,28° O  | 21 km       |      |

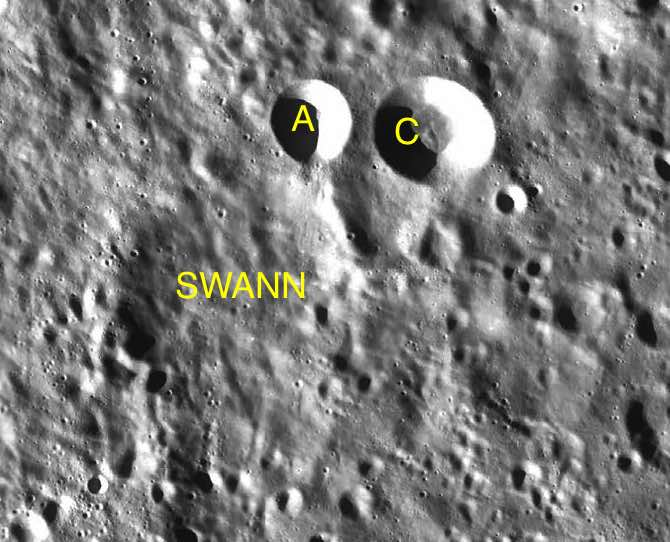
Swann mit seinen Nebenkratern

Der Krater wurde 1970 von der IAU offiziell nach dem US-englischen Physiker William Francis Gray Swann benannt.